# Ala Gertner
Ala Gertner (12 de marzo de 1912 – 5 de enero de 1945), mencionada en otras fuentes como Alla, Alina, Ella, y Ela Gertner, fue una de las cuatro mujeres ejecutadas mediante la horca en el campo de exterminio de Auschwitz por su participación en la revuelta de los Sonderkommandos el 7 de octubre de 1944.

## Biografía
Gertner nació en Będzin, Polonia, en una próspera familia judía. Antes de la invasión alemana de Polonia de 1939 asistía a una escuela secundaria en Będzin. La ciudad se encuentra en una zona industrial al sudoeste de Polonia cerca de la frontera con Alemania.

### Campo de trabajo de Geppersdorf
Los militares alemanes tomaron Będzin el primer día de la invasión, incendiaron la Gran Sinagoga a la semana y comenzaron acciones de relocalización de los locales. El 28 de octubre de 1940 Gertner recibió la orden de presentarse en la estación de tren de Sosnowiec, donde fue llevada al campo de trabajos forzados de Geppersdorf (actualmente Rzedziwojowice), donde cientos de hombres judíos estaban obligados a trabajar en la construcción de la Reichsautobahn (autopista del Reich) y donde las mujeres cocinaban y lavaban la ropa. Gertner, que hablaba alemán, fue asignada a las oficinas del campo, donde conoció al prisionero Bernhard Holtz con quien se casaría al año siguiente en el gueto de Sosnowiec.
Geppersdorf era parte de la Organisation Schmelt, una red de 177 campos de trabajos forzados bajo la administración de Albrecht Schmelt, un veterano de la Primera Guerra Mundial que se unió a los nazis en 1930 y ascendió rápidamente al puesto de Oberführer de las SS. Debido a su conocimiento de la política y la sociedad de la región anexada de Polonia occidental, Schmelt fue designado por Heinrich Himmler como "Representante especial del Reichsführer-SS para el Empleo de Mano de Obra Extranjera en Alta Silesia." Luego de su designación, Schmelt estableció su cuartel general en Sosnowiec y creó un sistema de campos de trabajo que sería conocido como Organisation Schmelt.
Schmelt construyó un comercio de esclavos muy lucrativo. Más de 50.000 judíos de Polonia occidental fueron obligados a trabajar para los alemanes, principalmente en construcción, fabricación de municiones e industria textil. Schmelt compartía una fracción de las ganancias con Moses Merin, el gobernador judío de la región. Prácticamente nada de los beneficios iba para los trabajadores. Las condiciones era diversas, pero eran mucho mejores que en los campos de concentración. Por ejemplo, en algunos de los campos de trabajo de Schmelt estaba permitido recibir correspondencia hasta 1943, cuando estos campos pasaron a formar parte de Auschwitz y Gross-Rosen. (El campo de Oskar Schindler pertenecía originalmente a la Organisation Schmelt.)  
En 1941, Gertner pudo regresar a su casa. Trabajó para varias empresas y oficinas dirigidas por Moses Merin. Se casó con Bernhard Holtz en el gueto de Sosnowiec, en Srodula el 22 de mayo de 1943. Vivieron en el gueto de Będzin hasta una fecha incierta, posterior al 16 de julio de 1943 (fecha de la última carta conocida de Gertner) y fueron deportados a Auschwitz junto con los judíos que quedaban en Sosnowiec y en Będzin, probablemente a principios de agosto de 1943.

### En Auschwitz
En Auschwitz, Gertner trabajó en los almacenes al principio, seleccionando los bienes de los judíos que habían muerto en las cámaras de gas. Se hizo amiga de Roza Robota, quien era miembro de la resistencia clandestina. Gertner fue asignada a la oficina de la fábrica de municiones, donde junto a Roza se unieron a una conspiración para contrabandear pólvora para los Sonderkommando, quienes estaban construyendo bombas y planeando una huida. Gertner reclutó a otras mujeres, quienes le entregaban la pólvora robada a Roza.
El 7 de octubre de 1944 los Sonderkommando volaron el Crematorio IV, pero la revuelta fue rápidamente sofocada por los guardias SS. Una larga investigación guio a los nazis hacia Gertner y Roza, y luego hacia Estusia Wajcblum y Regina Safirsztajn, que también estaban implicadas en la conspiración. Fueron interrogadas y torturadas durante semanas. El 5 de enero de 1945, las cuatro mujeres fueron colgadas en público. Otras fuentes indican que la ejecución se realizó el 6 de enero. Ésta fue la última ejecución pública en Auschwitz: dos semanas más tarde, el campo fue evacuado.

## Legado
Ningún familiar directo de Gertner sobrevivió, pero sus 28 cartas a una amiga del campo llamada Sala Kirschner (apellido de soltera Garncarz), son parte de la colección de 350 cartas de tiempos de guerra de la Colección Sala Garncarz Kirschner de la Dorot Jewish Division de la Biblioteca Pública de Nueva York.  El heroísmo de las cuatro mujeres fue reconocido en 1991 con un monumento en Yad Vashem.